# Kocioł Kasprowy

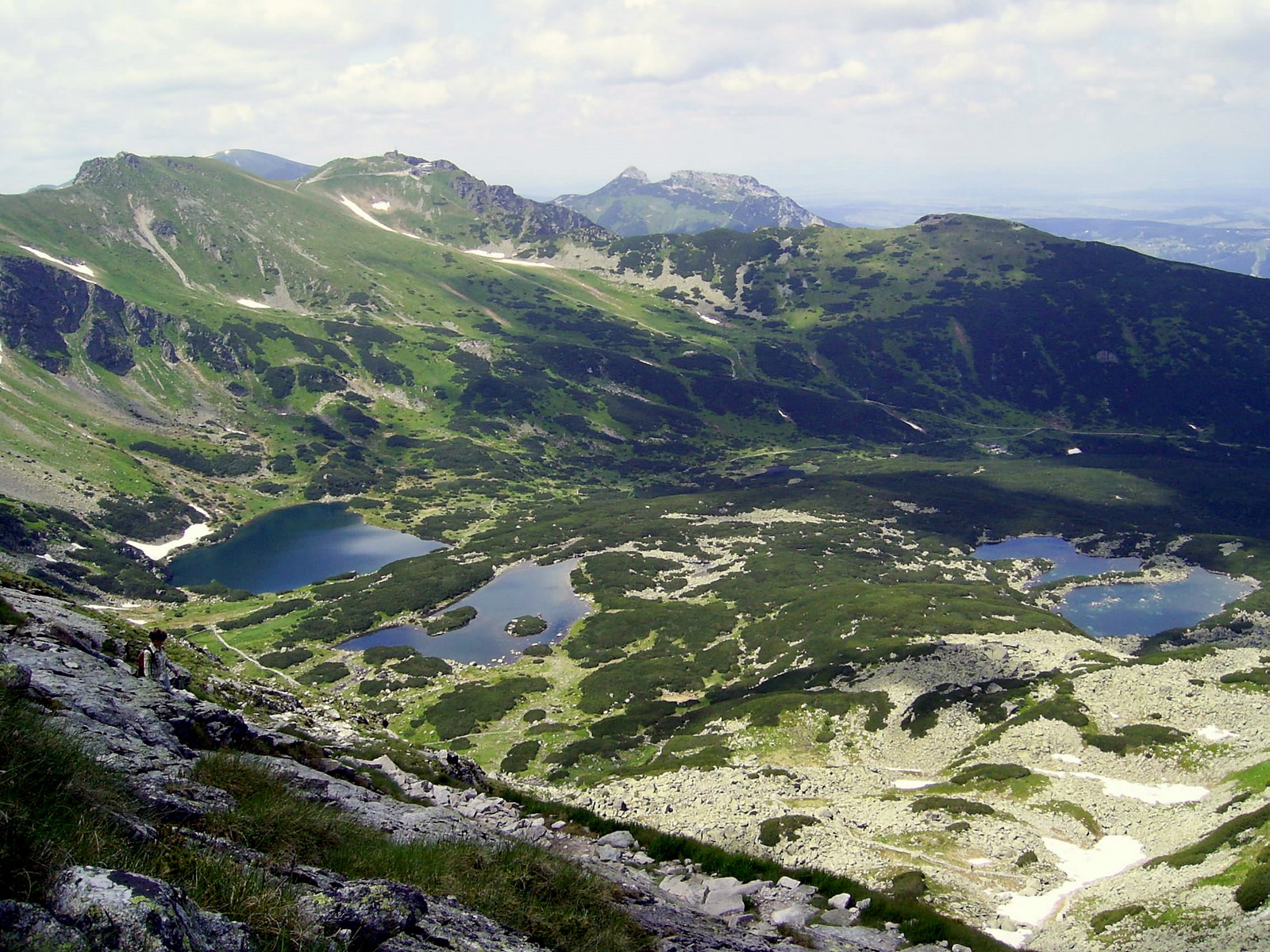
Kocioł Kasprowy widoczny poniżej Kasprowego Wierchu

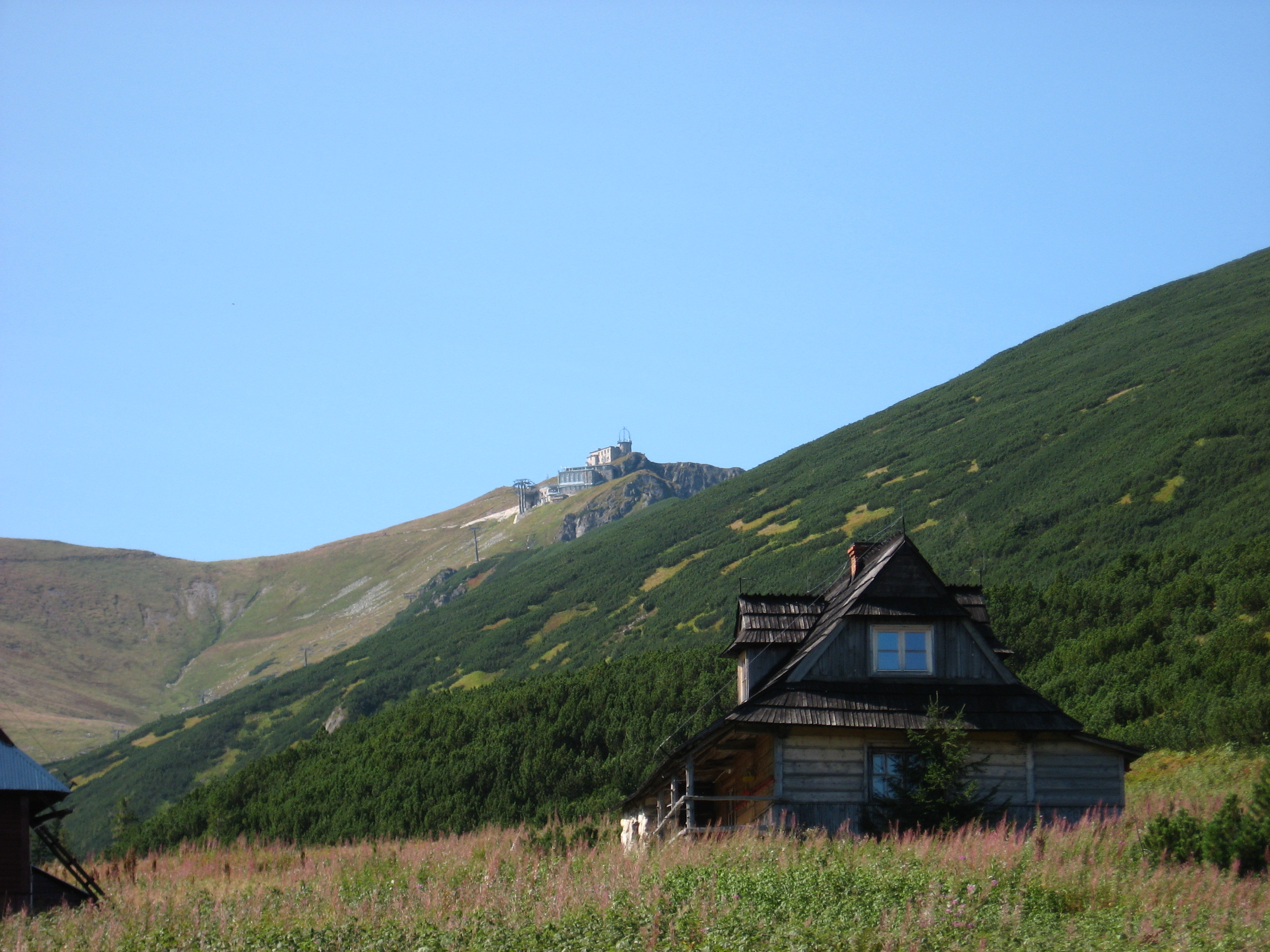
Widok na Kocioł Kasprowy z Rówienek

Kocioł Kasprowy – górne piętro Doliny Zielonej Gąsienicowej w polskich Tatrach.

## Nazewnictwo
Wielka encyklopedia tatrzańska uznaje Kocioł Kasprowy (inaczej Kocioł Gąsienicowy) za górne piętro Doliny Suchej Stawiańskiej, tę zaś za odnogę Doliny Zielonej Gąsienicowej. Witold Henryk Paryski pisze: „Sucha Dolina Stawiańska zwana też Kotłem Kasprowym”, zaś Władysław Cywiński podaje, że Sucha Dolina Stawiańska: „jest to nazwa (prawie nikomu) nieznana i (prawie przez nikogo) nie stosowana” i że „jeszcze częściej niż Kocioł Kasprowy używana jest nazwa Kocioł Gąsienicowy”.

## Topografia i opis kotła
Położony jest na wysokości ok. 1800–1900 m n.p.m. Znajduje się pod północno-wschodnimi stokami Kasprowego Wierchu (1987 m), ograniczony z trzech stron przez stoki Uhrocia Kasprowego, Kasprowego Wierchu, Suchej Przełęczy i wypukłości odchodzącej od Beskidu.
Jest to skalisto-trawiasty, pochyły kocioł zbudowany ze skał krystalicznych. W dolnej części kończy się zwężeniem zwanym Szyjką. Jest suchy, jedynie z dolnej części Szyjki wypływa niewielki strumyk wody. Kocioł Kasprowy ma duże znaczenie dla narciarzy. Przecina go bowiem kolej krzesełkowa Gąsienicowa i zimą zjeżdżają nim narciarze z Kasprowego Wierchu; odbywają się też w nim narciarskie zawody sportowe.
Z rzadkich roślin występuje tutaj turzyca Lachenala – gatunek w Polsce występujący tylko w Tatrach i to na niewielu tylko stanowiskach.

## Nartostrady
– Trasa Gąsienicowa z Kasprowego Wierchu, przez Kocioł Kasprowy do Kuźnic.